# Gębice (województwo kujawsko-pomorskie)

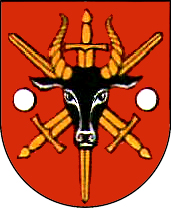
Nieoficjalny herb wsi Gębice

Gębice – wieś (do 1934 miasto) w Polsce, położona w województwie kujawsko-pomorskim, w powiecie mogileńskim, w gminie Mogilno, nad rzeką Notecią, przy drodze wojewódzkiej nr 262.

## Historia
Gębice uzyskały lokację miejską w 1425 roku, zdegradowane w 1934 roku.

## Podział administracyjny
| SIMC    | Nazwa     | Rodzaj    |
| ------- | --------- | --------- |
| 0996749 | Trzcionek | część wsi |

Miasto królewskie położone w II połowie XVI wieku w powiecie kruszwickim województwa brzeskokujawskiego, należało do starostwa kruszwickiego.
W latach 1934–1954 i 1973–1976 miejscowość była siedzibą gminy Gębice. W latach 1954–1972 wieś należała i była siedzibą władz gromady Gębice. W latach 1975–1998 miejscowość administracyjnie należała do województwa bydgoskiego.

## Demografia
Według Narodowego Spisu Powszechnego (III 2011 r.) liczyła 890 mieszkańców. Jest największą miejscowością gminy Mogilno.

## Położenie
Znajduje się ponad 9,5 km od Mogilna, sąsiaduje z wsią Marcinkowo (odległość 1,1 km).

## Zabytki
Według rejestru zabytków NID na listę zabytków wpisany jest: 
- Gotycki kościół pw. św. Mateusza zbudowany około 1500 roku. Przebudowany w XVIII wieku w stylu barokowym, a w latach 1862–1874 regotyzowany według projektu F. A. Stülera. Nr rej.: A/836 z 7.03.1933 r. Zarządza nim parafia św. Mateusza. Podlegają pod nią sąsiadujące wioski, takie jak Gozdanin, Marcinkowo, Bielice, Dzierzążno i same Gębice.

- Na południe od miejscowości na wschodnim brzegu Zachodniej Noteci wznosi się kopiec o wysokości 5 metrów i szerokości u podstawy 30 m., który przypuszczalnie jest pozostałością siedziby obronnej z okresu średniowiecza[9].